# پل بلکفریارز (فیلم)
پل بلکفریارز (انگلیسی: Blackfriars Bridge) یک فیلم صامت و سیاه و سفید در سبک مستند به کارگردانی رابرت ویلیام پل است که در سال ۱۸۹۶ منتشر شد. این فیلم محصول کشور بریتانیا است.